# Ocha
Ocha (ryska Оха) är en stad i Sachalin oblast i Ryssland. Den ligger på Sachalins östkust ungefär 850 kilometer från Juzjno-Sachalinsk. Folkmängden uppgår till cirka 20 000 invånare.

## Historia
Orten grundades 1880, kort efter att olja upptäckts i området, och hette först Okhe. Namnet är ett ainuord som betyder dåligt vatten. Industriell utvinning av olja påbörjades 1923, under den japanska ockupationen av Sachalin, 1920-1925. Stadsrättigheter erhölls 1938.